# Sopwith Dolphin
Sopwith 5F.1 Dolphin – brytyjski jednomiejscowy samolot myśliwski z okresu I wojny światowej.

## Historia
Projekt nowego myśliwca firmy Sopwith Aviation Company, zakładał użycie silnika rzędowego i poprawę osiągów maszyny. Miał być to krok na przód w porównaniu z budowanymi do tej pory samolotami z silnikami rotacyjnymi. Zakładano także uzyskanie, przez pilota, możliwie najlepszej widoczności w górnej półsferze, a zwłaszcza z kierunku do przodu. W tym celu górny płat został umieszczony bardzo nisko, niemal na grzbiecie kadłuba. Zamiast baldachimu zastosowano ramę z rur stalowych, otaczających kabinę pilota. Duże zbliżenie płatów, spowodowała konieczność znacznego przesunięcia dolnego płata do przodu. 
Nowy samolot oblatano w maju 1917 roku. Produkcję uruchomiono w lipcu. Wyprodukowano w sumie 1352 egz.

## Służba
Samoloty Dolphin zaczęły trafiać do jednostek jesienią 1917 roku. Używano ich w obronie Wielkiej Brytanii oraz na Froncie Zachodnim.  W służbie RAF, pozostawały do połowy 1919 roku.
W jednostkach odnoszono się do nich z rezerwą. Krytykowano długi czas uruchamiania silnika. Wadą była konstrukcja kabiny pilota. Trudno było mu się z niej wydostać w sytuacji awaryjnej. W razie kapotażu, pilot był narażony na uderzenie głową o ziemię 

## Użycie w lotnictwie polskim
10 samolotów tego typu trafiło w 1920 roku do Polski, jako dar rządu Wielkiej Brytanii. Samoloty przybyły drogą morską do Gdańska w kwietniu (pierwsze 6 sztuk) i w maju 1920 roku. Pierwotnie pierwszą partię 6 samolotów skierowano do Lwowa (III Ruchomy Park Lotniczy). Samoloty te miały złą opinię jako niebezpieczne dla pilota. Na początku lipca odesłano je do Warszawy. W 6 samolotów Dolphin wyposażono 19 em, która broniła Warszawy w czasie bitwy warszawskiej w sierpniu 1920 roku. Pozostałe cztery stanowiły rezerwę.
Podczas bitwy warszawskiej utracono dwa samoloty: 8 sierpnia w czasie lotu bojowego zestrzelony został ppor. Zbigniew Bieniawski, 14 sierpnia trafiony został samolot pchor. pil. Eugeniusza Guttmajera, który w czasie lądowania skapotował. Wiele samolotów zostało uszkodzonych w wyniku awarii synchronizatorów karabinów maszynowych. Pod koniec sierpnia 1920 sprawny był tylko 1 samolot. Po wyremontowaniu dwa Sopwith 5F1 przekazano w październiku 1920 roku I Zaporoskiej Eskadrze Ukraińskiej, a jeden był samolotem dyspozycyjnym (CWL 21.10) Szefa Lotnictwa Naczelnego Dowództwa Wojska Polskiego. Dolphiny wycofano ze służby w 1921 roku.